# 11Y busz (Szolnok)
A szolnoki 11Y jelzésű autóbusz egy helyi alapjárat, ami a Tallinn városrészt köti össze a Béke Tsz. megállóhellyel. A viszonylatot a MÁV Személyszállítási Zrt. üzemelteti.